# Sân vận động Incheon Munhak
Sân vận động Incheon Munhak (còn được gọi là Sân vận động World Cup Incheon hoặc Sân vận động Munhak) là một khu liên hợp thể thao ở Incheon, Hàn Quốc. Khu liên hợp bao gồm một sân vận động đa năng, một sân vận động bóng chày và các cơ sở thể thao khác.

## Cơ sở vật chất

### Sân vận động Incheon Munhak
Sân vận động Incheon Munhak, ban đầu có tên gọi là Sân vận động World Cup Incheon, là sân nhà của Incheon United từ năm 2004 đến năm 2011. Sân đã tổ chức ba trận đấu vòng bảng của Giải vô địch bóng đá thế giới 2002. Sân cũng đã tổ chức Giải vô địch điền kinh châu Á 2005 và các trận đấu môn bóng đá tại Đại hội Thể thao châu Á 2014, cũng như lễ khai mạc và bế mạc của Đại hội Thể thao Người khuyết tật châu Á 2014. Vào tháng 11 năm 2018, sân vận động này đã tổ chức trận chung kết Giải vô địch thế giới Liên Minh Huyền Thoại 2018.

### Sân vận động bóng chày Munhak
Sân vận động bóng chày Munhak là sân nhà của SK Wyverns. Sân nằm liền kề với Sân vận động Incheon Munhak.

## Giải vô địch bóng đá thế giới 2002
Sân vận động là một trong những địa điểm tổ chức Giải vô địch bóng đá thế giới 2002, và đã tổ chức các trận đấu sau:
| Ngày                | Đội #1     | Kết quả | Đội #2     | Vòng   |
| ------------------- | ---------- | ------- | ---------- | ------ |
| 9 tháng 6 năm 2002  | Costa Rica | 1–1     | Thổ Nhĩ Kỳ | Bảng C |
| 11 tháng 6 năm 2002 | Đan Mạch   | 2–0     | Pháp       | Bảng A |
| 14 tháng 6 năm 2002 | Bồ Đào Nha | 0–1     | Hàn Quốc   | Bảng D |